# Eremurus fuscus
Eremurus fuscus là một loài thực vật có hoa trong họ Thích diệp thụ. Loài này được (O.Fedtsch.) Vved. miêu tả khoa học đầu tiên năm 1952.